# 영국 축구 국가대표팀
그레이트브리튼 북아일랜드 연합 왕국을 의미하는 영국의 영국 축구 국가대표팀은 현재 존재하지 않으며, 영국 내 4개의 축구협회를 따라 아래 4개의 축구 국가대표팀으로 나뉜다. 따라서 영국은 축구협회만 독립되어 있다. 영국의 축구 협회는 단일의 축구 협회로 구성된 것이 아니라 잉글랜드 축구 협회, 스코틀랜드 축구 협회, 웨일스 축구 협회, 북아일랜드 축구 협회로 나뉘어 있기 때문에 각 지역마다 각각의 축구 국가대표팀을 따로 운영한다. 그렇기 때문에 2022년 FIFA 월드컵에서 월드컵 역사상 최초로 성사된 영국 축구 더비 매치인 웨일스 - 잉글랜드의 대진이 가능하게 된 것이며, 반대로 영국 내 각각의 축구협회가 따로 나갈 수 없는 올림픽 축구에서는 임시로 영국 축구 단일 팀을 구성하게 된다.
잉글랜드를 의미하는 영국(英國)의 축구 국가대표팀은 잉글랜드 축구 국가대표팀을 참고한다.
- 잉글랜드 축구 국가대표팀
- 스코틀랜드 축구 국가대표팀
- 웨일스 축구 국가대표팀
- 북아일랜드 축구 국가대표팀

## 올림픽출전
1904년 하계 올림픽부터 1960년 하계 올림픽까지 영국은 단일 팀으로 올림픽 축구 경기의 예선 경기에 참가하였다. 영국은 올림픽 축구에서 3차례 우승하였다. 그러나 월드컵의 열기에 잠식당하고 네 지역 축구 협회 간의 갈등이 커지면서 1964년 하계 올림픽부터는 영국 단일 팀으로 출전하게 않게 되었으나, 2012년 하계 올림픽 축구에는 개최국 자격으로 본선에 진출하여 단일 팀(팀명: Team GB)을 구성하기에 이르렀다. 하지만 북아일랜드와 스코틀랜드 축구협회가 차출을 거부해 잉글랜드와 웨일스만 연합하는 데 그쳤으며, 영국은 카디프에서 열린 대한민국과의 8강전에서 승부차기 때 대니얼 스터리지가 실축하는 바람에 탈락했다.
2020년 하계 올림픽에는 여자 축구에만 단일 팀으로 참가했다.
| 하계 올림픽 기록 | 하계 올림픽 기록 | 하계 올림픽 기록 | 하계 올림픽 기록 | 하계 올림픽 기록 | 하계 올림픽 기록 | 하계 올림픽 기록 | 하계 올림픽 기록 | 하계 올림픽 기록 | 하계 올림픽 기록 |
| 년도             | 결과             | 순위             | 경기             | 승               | 무*              | 패               | 득점             | 실점             | 승점             |
| ---------------- | ---------------- | ---------------- | ---------------- | ---------------- | ---------------- | ---------------- | ---------------- | ---------------- | ---------------- |
| 1900년           | 금메달           | 우승             | 1                | 1                | 0                | 0                | 4                | 0                | 3                |
| 1904년           | 불참             | 불참             | 불참             | 불참             | 불참             | 불참             | 불참             | 불참             | 불참             |
| 1908년           | 금메달           | 우승             | 3                | 3                | 0                | 0                | 18               | 1                | 9                |
| 1912년           | 금메달           | 우승             | 3                | 3                | 0                | 0                | 15               | 2                | 9                |
| 1920년           | 1라운드          | 11위             | 1                | 0                | 0                | 1                | 1                | 3                | 0                |
| 1924년           | 불참             | 불참             | 불참             | 불참             | 불참             | 불참             | 불참             | 불참             | 불참             |
| 1928년           | 불참             | 불참             | 불참             | 불참             | 불참             | 불참             | 불참             | 불참             | 불참             |
| 1936년           | 8강              | 7위              | 2                | 1                | 0                | 1                | 6                | 5                | 3                |
| 1948년           | 4강              | 4위              | 4                | 2                | 0                | 2                | 9                | 11               | 6                |
| 1952년           | 예비라운드       | 22위             | 1                | 0                | 0                | 1                | 3                | 5                | 0                |
| 1956년           | 8강              | 5위              | 2                | 1                | 0                | 1                | 10               | 6                | 3                |
| 1960년           | 조별리그         | 8위              | 3                | 1                | 1                | 1                | 8                | 8                | 4                |
| 1964년           | 불참             | 불참             | 불참             | 불참             | 불참             | 불참             | 불참             | 불참             | 불참             |
| 1968년           | 불참             | 불참             | 불참             | 불참             | 불참             | 불참             | 불참             | 불참             | 불참             |
| 1972년           | 불참             | 불참             | 불참             | 불참             | 불참             | 불참             | 불참             | 불참             | 불참             |
| 1976년           | 불참             | 불참             | 불참             | 불참             | 불참             | 불참             | 불참             | 불참             | 불참             |
| 1980년           | 불참             | 불참             | 불참             | 불참             | 불참             | 불참             | 불참             | 불참             | 불참             |
| 1984년           | 불참             | 불참             | 불참             | 불참             | 불참             | 불참             | 불참             | 불참             | 불참             |
| 1988년           | 불참             | 불참             | 불참             | 불참             | 불참             | 불참             | 불참             | 불참             | 불참             |
| 1992년           | 불참             | 불참             | 불참             | 불참             | 불참             | 불참             | 불참             | 불참             | 불참             |
| 1996년           | 불참             | 불참             | 불참             | 불참             | 불참             | 불참             | 불참             | 불참             | 불참             |
| 2000년           | 불참             | 불참             | 불참             | 불참             | 불참             | 불참             | 불참             | 불참             | 불참             |
| 2004년           | 불참             | 불참             | 불참             | 불참             | 불참             | 불참             | 불참             | 불참             | 불참             |
| 2008년           | 불참             | 불참             | 불참             | 불참             | 불참             | 불참             | 불참             | 불참             | 불참             |
| 2012년           | 8강              | 5위              | 4                | 2                | 2                | 0                | 6                | 3                | 8                |
| 2016년           | 불참             | 불참             | 불참             | 불참             | 불참             | 불참             | 불참             | 불참             | 불참             |
| 합계             | 10회 진출(10/26) | 금메달(3회)      | 24               | 14               | 3                | 7                | 80               | 44               | 45               |

## 역대 감독
| 감독      | 임기 |
| --------- | ---- |
| 맷 버즈비 | 1948 |

## 같이 보기
- 영국 축구 협회
- 브리티시 홈 챔피언십
- 영국 올림픽 축구 국가대표팀